# Macromitrium angulosum
Macromitrium angulosum là một loài rêu trong họ Orthotrichaceae. Loài này được Thwaites & Mitt. mô tả khoa học đầu tiên năm 1873.